# Summer in Paradise
Summer in Paradise é o vigésimo sétimo álbum de estúdio da banda de rock norte-americana The Beach Boys e seu primeiro lançamento ocorreu na década de 1990. Foi lançado nos Estados Unidos em 1992, pela Brother Records (através do distribuidor independente Navarra) e no Reino Unido em 1993, pela EMI. Foi relatado que Navarra faliu após distribuir o álbum.
Summer in Paradise (Brother BBR 727-2 e EMI 0777 7 81036 2 2) falhou nos Estados Unidos e Reino Unido.

## História
O álbum inteiro foi gravado usando o Pro Tools em um computador Macintosh Quadra sendo um dos primeiros álbuns a fazê-lo. Musicalmente, ele continuou na linha de The Beach Boys e Still Cruisin por ter uma abundância de instrumentação eletrônica. A seção rítmica foi eletrônica na maioria das canções, com todas as partes de bateria sendo programadas (embora não seja creditado como tal), assim como a maioria das partes de baixo.
O único membro da banda que realmente tocou no disco foi Bruce Johnston, apesar de Terry Melcher ter tocado muitas partes de teclado. Van Dyke Parks tocou acordeom em duas faixas. Músicos de turnê "regulares" como Bobby Figuera, Ed Carter, Mike Kowalski e Matt Jardine também não contribuíram para o álbum. Adam, filho de Al Jardine fez backing vocais na faixa-título e o músico de turnê, Adrian Baker, contribuiu com vocais de fundo. Todos os membros sobreviventes da banda original (exceto Brian Wilson, que havia sido retirado dos cuidados do controverso psiquiatra Eugene Landy) contribuíram para este projeto, embora as contribuições de Carl Wilson e Al Jardine tenham sido puramente vocais, pois estes não compuseram para disco. Al Jardine foi "suspenso" da banda antes da gravação do álbum (aparentemente devido a uma briga com Mike Love) e assim ele só canta o refrão em duas canções.
A ideia deste álbum, nas palavras de Mike Love, era criar "a trilha sonora por excelência do verão". Cada música do álbum, com exceção do cover da canção "Forever", lançada originalmente em 1970 no álbum Sunflower, e a canção original "Strange Things Happen", trata do verão de uma forma ou de outra. Das doze faixas do álbum, duas músicas são covers ("Hot Fun in the Summertime", música originalmente gravada por Sly & the Family Stone e "Remember (Walking in the Sand)", originalmente gravada por The Shangri-Las), duas são novas versões de velhas canções dos Beach Boys ("Surfin'" e "Forever", esta última com vocal de John Stamos), uma combina uma música clássica ("One Summer Night") com uma nova canção de Bruce Johnston ("Slow Summer Dancing") e uma velha canção ("Under the Boardwalk") com nova letra. O resto são canções originais que contêm referências ao verão e/ou surf, com exceção da faixa "Strange Things Happen", inspirada pela Meditação Transcendental, escrita por Mike Love, adepto da mesma. O número de quase-rap "Summer of Love" foi originalmente destinado a ser um dueto, com Bart Simpson. A música foi usada em um episódio da série Baywatch.
Tanto a Navarra quanto a EMI só fizeram uma tiragem de Summer in Paradise e o álbum está tecnicamente fora do catálogo desde seu lançamento. Copia-se um tanto raro, buscando mais de $ 25 dólares USD no eBay por uma cópia da versão americana e mais de $ 40  para impressões do Reino Unido.
Lançamento e vendas
O álbum vendeu muito mal (alegadamente menos de 1.000 exemplares)[1] e foi recebido com as críticas menos favoráveis de toda a carreira da banda. Críticos atacaram o disco na época do lançamento e o atacam ainda hoje. Em seu livro "The Beach Boys and Brian Wilson: The Complete Guide to Their Music", Andrew G. Doe e John Tobler chamaram o álbum de "inútil, insípido e sem alma" e "totalmente descartável" (este último em referência às canções). Em "Catch a Wave", Peter Ames Carlin deprecia "Summer of Love", referenciando sua letra abertamente sexual.
Seria o último disco de inéditas em muito tempo (2012).

## Capa
As obras de arte que aparecem no disco foram pintadas pelo artista californiano Robert Lyn Nelson. A capa original dos Estados Unidos utiliza a pintura "Elements Of The Universe", enquanto que no interior do disco estão outras obras de Nelson: "Ring Of Life", "Embraced By The Sea" e "Amethyst Dawn At Kipahulu".

## Faixas
1. "Hot Fun in the Summertime" (Sylvester Stewart) – 3:29
  - Mike Love e Carl Wilson nos vocais
2. "Surfin'" (Brian Wilson/Mike Love) – 3:45
  - Mike Love e Carl Wilson nos vocais
3. "Summer of Love" (Mike Love/Terry Melcher) – 2:51
  - Mike Love nos vocais
4. "Island Fever" (Mike Love/Terry Melcher) – 3:27
  - Mike Love e Carl Wilson nos vocais
5. "Still Surfin'" (Mike Love/Terry Melcher) – 4:03
  - Mike Love nos vocais
6. "Slow Summer Dancin' (One Summer Night)" (Bruce Johnston/Danny Webb) – 3:23
  - Bruce Johnston e Al Jardine nos vocais
7. "Strange Things Happen" (Mike Love/Terry Melcher) – 4:42
  - Mike Love e Al Jardine nos vocais
8. "Remember (Walking in the Sand)" (George Morton) – 3:31
  - Carl Wilson nos vocais
9. "Lahaina Aloha" (Mike Love/Terry Melcher) – 3:44
  - Mike Love e Carl Wilson nos vocais
10. "Under the Boardwalk" (Mike Love/Artie Resnick/Kenny Young) – 4:07
  - Mike Love e Carl Wilson nos vocais
11. "Summer in Paradise" (Mike Love/Terry Melcher/Craig Fall) – 3:52
  - Mike Love nos vocais
12. "Forever" (Dennis Wilson/Gregg Jakobson) – 3:05
  - John Stamos nos vocais

## Faixas do CD no Reino Unido
O CD foi lançado no Reino Unido no verão de 1992 e, embora tenha a mesma ordem das faixas do CD americano, tem diferentes versões de cinco músicas:
- "Island Fever" – 3:11
  - Completamente regravada e apresenta novas música e letra diferente.
  - Mike Love e Al Jardine nos vocais
- "Strange Things Happen" – 3:17
  - Remixada e consideravelmente reduzida.
  - Mike Love e Al Jardine nos vocais
- "Under the Boardwalk" – 3:28
  - Remixada e reduzida consideravelmente, embora a “ponte” tenha sido restaurada.
  - Mike Love e Carl Wilson nos vocais
- "Summer in Paradise" – 3:27
  - Completamente regravada e apresenta nova música, letra diferente e Roger McGuinn faz o vocal em um verso.
  - Mike Love e Roger McGuinn nos vocais
- "Forever" – 2:58
  - Remixada e um pouco mais curta.
  - John Stamos nos vocais
- "Remember (Walking in the Sand)" foi remixada para o CD do Reino Unido, mas foi deixada de fora em favor da versão dos Estados Unidos.

A versão americana do CD também estava disponível no Reino Unido (lançada um ano depois).

## Singles
- "Hot Fun in the Summertime" b/w "Summer of Love" (Brother), julho de 1992
  - "Forever" foi lançado como um single promocional para estações de rádio dos Estados Unidos. O single promocional inclui um "CHR mix" que é diferente tanto da versão em CD (também no single promocional) e da versão em CD do Reino Unido.

## Músicos
The Beach Boys
- Al Jardine - vocal
- Bruce Johnston – teclado, vocais
- Carl Wilson - vocal
- Mike Love - vocal

Músicos Adicionais
- Adrian Baker - vocal
- Danny Kortchmar – guitarra

Rod Clark -  baixo
- Fall Craig – guitarra, bandolim e baixo teclado
- Sal Marullo - conga drums
- Roger McGuinn - Rickenbacker de 12 cordas - (vocal versão Reino Unido)
- Terry Melcher - teclado, vocais
- Sammy Merendino – bateria
- Van Dyke Parks – acordeom teclado
- Joel Peskin – saxofone
- Richard Titus - teclados, programação de teclado
- Keith Wechsler - teclado, bateria
- John Weston - pedal steel guitar
- John Stamos – bateria, Vocais